# Maharishi São Paulo Tower
O Maharishi São Paulo Tower (também chamado de Maharishi Tower of World Peace) foi um projeto de arranha-céu desenhado e projetado para ser construído na cidade de São Paulo entre os anos de 1999 e 2005. O projeto original previa uma torre de 510 metros de altura com 108 andares, tornando-o no maior arranha-céu do mundo em sua época se tivesse sido construído.

## Histórico

### Antecedentes
Em 12 de maio de 1999, o então governador do estado de São Paulo Mário Covas havia anunciado que o grupo Brasilinvest investiria 2,1 bilhão de dólares em três empreendimentos no estado, incluindo a construção de um arranha-céu na região central de São Paulo denominado "São Paulo Tower" que teria seu custo estimado em 1,65 bilhão de reais. O edifício ficaria localizado em uma área que ocuparia parte dos bairros do Pari e Brás, incluindo parte da Zona Cerealista de São Paulo e as margens do Parque Dom Pedro II.
Em agosto do mesmo ano, o grupo Brasilinvest e a norte-americana Maharishi Global Development Fund, pertencente ao guru hinduísta Maharishi Mahesh Yogi assinaram um acordo e fundaram uma joint-venture para administrar as obras e o edifício.
Meses depois, em outubro de 1999, o projeto do empreendimento seria enviado pelo prefeito Celso Pitta para discussão na Câmara Municipal de São Paulo.

### Projeto
O arranha-céu estaria localizado dentro de um complexo que ocuparia um terreno de 1,3 milhão de metros quadrados na região central de São Paulo, o edifício seria composto por quatro torres segregadas unidas em um único bloco com altura total de 510 metros, além de um parque com shoppings centers, centro de convenções, áreas de lazer, complexo hoteleiro e residencial, universidade, creche, escola, hospital, cinema, terminais de ônibus e estações de metrô.
A arquitetura do arranha-céu foi concebida pelo escritório Minoru Yamasaki & Associates, do arquiteto norte-americano Minoru Yamasaki, o mesmo projetista do complexo do World Trade Center de Nova Iorque, destruído nos atentados terroristas de 11 de setembro de 2001. O design era baseado em elementos da arquitetura hindu com um formato de pirâmide e uma espécie de antena dourada em seu topo, idealizada pelo próprio Maharishi Yogi para "receber energias cósmicas".
O projeto previa ainda a construção de um anel viário de acesso ao complexo estimado em 378 milhões de reais, a transferência de residências, comércios e da Zona Cerealista para outras regiões da cidade em um custo estimado de 200 milhões de reais, além de um parque com diversas instalações em seu terreno, um sistema de monotrilho, quatro garagens subterrâneas e a construção de uma arena multiúso que seria administrada pela prefeitura nos moldes do Domo do Milênio, aberto no mesmo ano na península de Greenwich, em Londres.
Caso tivesse sido construído, o edifício seria maior que a Torres Petronas, os maiores arranha-céus do mundo na época do projeto com 452 metros de altura.

### Críticas ao projeto

Prévia de uma das entradas do edifício com baias para veículos, passarelas e diversos acessos para pedestres

Na época de seu anúncio, arquitetos como Carlos Bratke e Jorge Wilheim criticaram o projeto devido a sua proporção e características visuais chegando a falar que o edifício seria uma "aberração". Alguns outros arquitetos e especialistas levantavam questionamentos em relação as dimensões da obra, seu complexo e a dificuldade em administrar e construir um empreendimento de tamanhas proporções.[carece de fontes?]
Em contrapartida, um artigo na revista científica da Universidade de Bilbao, escrito pelo professor Santiago Casajuana e sustentado por outros arquitetos brasileiros defendia que um obra de tamanhas proporções poderia ajudar na renovação da cidade, que na época, já sofria com a rápida degradação de sua região central. O arquiteto Oscar Niemeyer, a Associação Brasileira de Escritórios de Arquitetura e a ONG Viva o Centro também sinalizaram apoio ao projeto.
Em entrevista para a Folha de S.Paulo em outubro de 1999, Mário Garnero defendeu o projeto, sua arquitetura e funcionalidade, alegando que as críticas baseadas no estilo de arquitetura do edifício eram "purismo caboclo".

## Fim do projeto
Em outubro de 2000, Garnero disse em entrevista para o jornalista Gilberto Dimenstein, da Folha de S.Paulo que teria recebido diversos pedidos de propina para que obtivesse aprovação facilitada dos projetos e desapropriações na Câmara Municipal de São Paulo.
Segundo relatado, diversos advogados o procuraram e apresentaram-se como representantes de alguns vereadores do município de São Paulo e do próprio prefeito Celso Pitta, buscando propinas em troca da aprovação do projeto. Alguns destes advogados teriam chegado a se reunir com executivos da MGDF em Nova Iorque para discutir os acertos, a própria empresa enviou um de seus executivos para São Paulo para acompanhar exclusivamente os imbróglios políticos em torno da aprovação da obra.
O escândalo da máfia de propinas envolvendo a gestão Pitta e a demora na aprovação do projeto por parte da prefeitura teriam sido alguns dos responsáveis por causar desinteresse no prosseguimento das obras. O fundo de investimentos norte-americano ainda teve um prejuízo de cerca de 40 milhões de reais somente na fase inicial e a aprovação do projeto parecia cada vez mais distante conforme as eleições municipais de 2000 se aproximavam, uma vez que os candidatos a prefeitura não sinalizavam interesse pelo projeto.
Em 2002, a Maharishi Global Development Fund anunciou que havia desistido de investir no projeto devido as dificuldades para obter licenças com as autoridades paulistanas, enquanto a Brasilinvest seguia cogitando a possibilidade de construção do arranha-céu até meados do ano de 2003. Com o tempo, o projeto perdeu visibilidade e deixou de ser cogitado.
No ano de 2009, o arquiteto mineiro Carlos Teixeira escreveu o livro "O Condomínio Absoluto" com um romance fictício baseado no projeto deste arranha-céu em seu primeiro volume e um segundo volume relatando histórias sobre a concepção e o projeto do empreendimento original, compilando matérias e conteúdos publicados na mídia sobre o mesmo.